# Opel 30PS (1922)
La 30PS era una piccola famiglia di autovetture di fascia alta prodotta dalla Casa automobilistica tedesca Opel dal 1922 al 1924.

## Profilo e storia
A metà del 1922, la Opel lanciò il primo di due modelli costituenti una piccola famigliola di vetture, denominata 30PS. Tali modelli avrebbero raccolto il testimone lasciato dalla 9/25 PS, uscita di produzione proprio a metà del 1922 dopo sei anni di produzione.
I due modelli facenti parte di tale famiglia furono gli ultimi rappresentanti di quelle che i tedeschi chiamavano "motorwagen", cioè vetture derivate ancora strettamente dalle antiche carrozze senza cavallo e con soluzioni tecniche decisamente anacronistiche già all'inizio degli anni venti.
Per l'ultima volta si videro quindi i freni a nastro sul cambio e le frizioni a cono.

### La 9/30 PS
Il primo di questi modelli fu la 9/30, un modello che condivideva il telaio e l'intera meccanica con la 9/25 PS che andava a sostituire, ma in parte anche con la più economica 8M 21 della quale volle essere una versione più raffinata.
Sullo stesso telaio ad U in acciaio furono infatti montati anche due assali rigidi e quattro molle a balestra semiellittiche.
Il motore era un 4 cilindri in linea da 2332 cm³, lo stesso montato sulla 9/25 PS, ma leggermente rivisitato, in maniera tale da erogare 30 CV di potenza massima a 1600 giri/min.
Fu prodotta fino al 1924.

### La 10/30 PS
Parallelamente alla 9/30 PS, la Casa di Rüsselsheim lanciò sul mercato la 10/30 PS, sorella maggiore della prima, dotata di un motore di cilindrata maggiore, 2577 cm³, ma dalla potenza massima invariata, un fattore che permise alla 10/30 PS di eccellere maggiormente per quanto riguardava la coppia motrice. Tuttavia, di questo modello ne fu commercializzata anche una versione leggermente più potente, denominata 10/35 PS, con motore da 35 CV.
Anche la 10/30 PS fu commercializzata fino al 1924.